# NGC 240
NGC 240 è una vasta e lontana galassia lenticolare situata nella costellazione dei Pesci.

## Descrizione
Data la sua luminosità superficiale pari a 14,10, NGC 240 può essere classificata come una galassia a bassa luminosità superficiale (nella letteratura in lingua inglese abbreviata in LSB, acronimo di low surface brightness). Le galassie LSB sono galassie di tipo diffuso (D) con una luminosità superficiale inferiore di almeno una magnitudine a quella del cielo notturno circostante.
La galassia è di notevoli dimensioni e il suo diametro è oltre il doppio di quello della nostra Via Lattea.

## Scoperta
NGC 240 è stata scoperta il 22 ottobre 1886 dall'astronomo americano Lewis Swift.